# Salomon Stricker
Salomon Stricker (Nové Mesto nad Váhom, 1º gennaio 1834 – Vienna, 2 aprile 1898) è stato un patologo austriaco.

## Biografia
Stricker studiò medicina presso l'Università di Vienna e poi fu assistente presso l'Istituto di Fisiologia sotto la direzione di Ernst Wilhelm von Brücke. Nel 1862 divenne professore di embriologia. Nel 1866 fu nominato professore associato di ricerca sperimentale nella clinica II di medicina, sotto la direzione di Johann von Oppolzer. Nel 1868 divenne professore straordinario e direttore dell'Istituto di patologia generale e sperimentale di Vienna.
Nel 1872 Stricker fu nominato professore di patologia generale e sperimentale presso l'Università di Vienna, da Carl von Rokitansky.

## Opere
- Handbuch der Lehre von den Geweben des Menschen und der Thiere (2 Bde., 1871/72)
- Studien über das Bewußtsein. Wien: Braumüller, 1879.
- Vorstellungen über allgemeine und experimentelle Pathologie. Wien, Braumüller, 1880.
- Studien über die Sprachvorstellungen. Wien: Braumüller, 1880.
- Studien über die Bewegungsvorstellungen. Wien: Braumüller, 1882.
- Neuro-elektrische Studien. Wien: Braumüller, 1883.
- Physiologie des Rechts. Wien: Töplitz & Deuticke, 1884.
- Allgemeine Pathologie der Infektionskrankheiten (1886)
- Über die wahren Ursachen : eine Studie. Wien: Hölder, 1887.
- Ueber das Können und Wissen der Ärzte. Discurso inaugural del semestre de verano 1892. Wien, Gistel
- Skizzen aus der Lehranstalt für experimentelle Pathologie in Wien. Wien: Hölder, 1892
- Über strömende Elektricität. Vol.1: 1892. Vol. 2: 1894.
- Ueber Projectionsmethoden. En: Wiener klinische Wochenschrift, N°41, 1896, 915-916